# 하츠 오브 아이언 4: 노 스텝 백
노 스텝 백(영어: No Step Back→물러서지 마라, 약칭: NSB)는 패러독스 개발 스튜디오에서 개발한 하츠 오브 아이언 4의 일곱 번째 확장 DLC이다. 2021년 11월 23일 1.11 바르바로사 패치와 함께 출시했다. 소련과 동유럽에 초점을 맞췄으며 소련, 폴란드(대체 역사), 발트 3국(리투아니아, 라트비아, 에스토니아)의 중점 트리가 포함된다. 기존의 교리와 참모가 독립적인 장교단 부분으로 분리되었고 전차 디자이너, 열차포와 같은 기능이 추가됐다.
제목의 어원은 명령 제227호에 있는데, 해당 명령은 퇴각을 금지하라는 이오시프 스탈린의 명령이다.

## 변경점

### 기능
- 전차 디자이너: 이전에 맨 더 건을 통해 바뀐 해군 시스템과 같이 모듈을 추가해 전차를 운용할 수 있다.
- 열차포

### 국가

#### 소련
기본 중점이 개편되었으며 대체 역사는 DLC에서 제공한다. 부하린, 트로츠키를 비롯해 블라디미르 3세의 러시아 제국 루트도 존재한다.

#### 폴란드
이번 1.11 바로바로사 패치로 폴란드의 중점이 개편되는데, 그 중 대체 역사 부분은 라 레지스탕스 DLC 프랑스의 경우와 같이 이번 DLC에 별도로 추가된다. 폴란드에 여러 왕조를 추대하는 루트를 포함한다. 또한 농민 봉기로 민주주의이나 공산주의 정부를 수립할 수 있다. 또한 역사적인 사나치아가 추가되었다. 이경우 이그나치 모시치츠키나 그 외의 사나치아 인물을 지도자로 세울 수 있다.
- 섭정 의회(세임)

국왕이 추대되기까지 집권하는 임시 의회이다.
- 합스부르크 왕조

체코슬로바키아를 합병할 수 있으며 카를 알브레히트 폰 합스부르크로트링겐 대공을 국왕으로 추대할 수 있다.
- 호엔촐레른 왕조

미하이 1세가 왕좌에 오르며 폴란드-루마니아 연방을 세우고 헝가리를 침공하거나 연합국에 가입할 수 있다.
- 베틴 왕조

프리드리히 크리스티안 폰 작센을 국왕으로 추대할 수 있다.
- 카자크

파벨 베르몬트아발로프를 국왕으로 추대하며 기병 위주의 플레이가 가능하며, 리투아니아를 비롯한 발트 국가를 침공할 수 있다.
- 로마노프

섭정 의회의 국왕 추대 이벤트가 2번 반복되며 약 1년 정도가 지난다면 이벤트로 자신이 죽은 아나스타샤라고 주장하는 인물이 등장하며, 이를 통해 슬로바키아, 유고슬라비아, 소련을 아우르는 슬라브 연방을 주창할 수 있다. 또한 1.11 업데이트 이전 볼 수 있던 보이텍을 조건을 완료해 2차 이스터에그인 지도자로 세울 수 있다.

#### 라트비아
패츠의 역사적인 독재정이나 민주화, 혹은 천둥십자당이 집권하는 루트도 있다.

#### 리투아니아
파시스트, 민주주의, 왕정 루트가 새로 생겼다.
파시스트는 강철늑대단가 집권하며 민주주의는 군부 총리와 성직자 출신 총리중 1명을 택할 수 있다. 또한 왕정 복권시 빌헬름 카를 폰 우라흐 공작의 아들인 민다우가스 3세가 리투아니아 국왕이 되며 
폴란드-리투아니아를 복원할 수 있다.

#### 에스토니아
파시즘 루트와 역사적 독재 루트가 있으며 
파시즘 루트시 핀란드를 합병하고 핀우그리아족을 통합한 핀-우그리아를 형성하거나 노르딕 연방을 재건할 수 있다.

## 도전과제
이번 업데이트로 총 20가지의 도전과제가 추가되었다.
| 이름                                                                                    | 조건                                                                                             |
| --------------------------------------------------------------------------------------- | ------------------------------------------------------------------------------------------------ |
| 적어도 제 시간엔 오잖아! (영어: At least they run on time!)                             | 파시스트 이탈리아로, 모든 핵심 주에 최대 레벨의 철도를 건설하십시오.                             |
| 스탈린그라드는 별로 재미가 없는데 (영어: Not much fun in Stalingrad)                    | 독일로, 스탈린그라드를 점령하지 않은 채로 소련을 항복시키십시오.                                 |
| 더 이상의 분할은 없다 (영어: No more Partitions)                                        | 폴란드로, 독립된 상태에서 독일과 소련 모두 폴란드의 세력에 속하거나, 존재하지 않게 하십시오.     |
| 합스부르크. 합스부르크 왕조는 어디에나 있지 (영어: Habsburgs. Habsburgs everywhere)     | 폴란드로, 합스부르크 왕가를 추대하고 또 다른 합스부르크 군주국과 한 세력을 이루십시오.           |
| 교황? 그는 몇 개 사단을 가지고 있지? (영어: The Pope? How many Divisions does he have?) | 소련으로, 로마를 점령하십시오.                                                                   |
| 여기도 리투아니아가 될거야 (영어: This is going to be LIT)                              | 리투아니아로, 모든 주변국의 수도를 차지하십시오.                                                 |
| 내 이름이 쓰여있어 (영어: It has my name on it)                                         | 아무 발트 국가로, 발트해 연안 전체를 정복하십시오.                                               |
| 이 도전과제는 싸구려야. (영어: This Achievement is Cheesy)                              | 라트비아로, 오스트란트를 형성하고 베스테르보텐을 점령하십시오.                                   |
| 에스티는 스칸디 (영어: Esti is Scandi)                                                  | 에스토니아로, 스칸디나비아를 확보하십시오.                                                       |
| 한 발짝도 물러서지 마라! (영어: Not a step back!)                                       | 소련으로, 1945년 전까지 하나의 핵심 영토도 잃지 마십시오.                                        |
| 한 걸음 앞으로 (영어: One Step Forward)                                                 | 소련으로, 독일이 폴란드를 공격하기 전에 폴란드와 독일에 선전포고하십시오.                        |
| 소비에트 어니언 (영어: The Soviet Onion)                                                | 소련으로, 오직 괴뢰국만을 주변국으로 두십시오.                                                   |
| 크루세이더 킹즈 3 (영어: Crusader Kings III)                                            | 폴란드로, 왕정의 상태로 예루살렘을 점령하십시오.                                                 |
| 로마노프는 마지막에 웃는다 (영어: The Romanovs laugh last)                              | 로마노프가를 복고시키고 독일, 헝가리, 오스트리아, 체코슬로바키아, 터키, 불가리아를 정복하십시오. |
| 우리는 통계를 별로 좋아하지 않아 (영어: We don’t really like statistics)                | 스탈린 치하의 소련으로, 총 100만명 미만의 사상자로 독일을 정복하십시오.                          |
| 독일을 향한 레이스 (영어: Race for Germany)                                             | 소련으로, 프랑스의 몰락 이후 연합국이 독일의 핵심 주를 전에 독일을 항복시키십시오.               |
| 시베리아호랑이 (영어: Siberian Tiger)                                                   | 탄누 투바로, 시베리아를 형성하십시오.                                                            |
| 별건 아니고, 거위 신사분이십니다. (영어: Just proper gander)                            | 소련으로, 1945년 전까지 30개의 프로파간다 작전을 수행하십시오.                                   |
| 80일 안에 유라시아를 (영어: Around Eurasia in 80 days)                                  | 지브롤터부터 싱가포르까지의 철도를 건설하십시오.                                                 |
| 폴란드 농민 혁명 (영어: Poland Peasant Revolution)                                      | 폴란드로, 농민 파업이 정부를 전복시키도록 하십시오.                                              |

## 사운드트랙
- 예약 특전 - KATYUSHA (카튜샤를 편곡한 사운드 트랙)
- Army of the Braves (용감한 자들의 군대)
- Bravery of the Minority (소수민족의 용맹함)
- March of the Defenders (수비대의 행진)
- Sacred War (성전)

## 같이 보기
- 하츠 오브 아이언 4

## 개발 일지
- 2021년 6월 16일 - 장교단
- 2021년 6월 23일 - 장교단 #2
- 2021년 6월 30일 - 보급과 조립식 항구
- 2021년 8월 4일 - 소련의 역사 및 공용 중점
- 2021년 8월 11일 - 소련의 반대 세력
- 2021년 8월 25일 - 온갖 수단 #2
- 2021년 9월 1일 - 기이이이차
- 2021년 9월 8일 - 열차포는 지치지 않는다
- 2021년 9월 15일 - 온갖 수단: 속편
- 2021년 9월 29일 - 전투 변경 & 소련의 망명
- 2021년 10월 6일 - 폴란드는 아직 한 발짝도 물러서지 않았다
- 2021년 10월 13일 - 장교단 재점검 & AI 개선사항
- 2021년 10월 20일 - 모딩 변경
- 2021년 10월 27일 - 로딩 스크린 그림과 기타 사항
- 2021년 11월 3일 - 기술 책임자의 삶
- 2021년 11월 10일 - 도전과제

## 주해

### 설명
1. ↑  무솔리니는 집권 후 이탈리아의 철도 시스템을 개편했는데, 그 당시 퍼진 "무솔리니가 집권하자 열차가 제 시간에 도착했다"라는 말을 이용한 것이다.
2. ↑  1935년 스탈린과 피에르 라발의 회담에서 스탈린이 한 말이다. 당시 피에르 라발은 "교황이 소련에서의 가톨릭 신자들에 대한 탄압을 중단한다면 교황이 환영할지도 모른다"라고 말하였고, 이에 스탈린은 "교황? 그는 몇 개의 사단을 가지고 있습니까?"라고 답하였다.
3. ↑  리투아니아의 태그는 LIT이고, Lit에는 '밝아지다'라는 뜻이 있지만 최근 들어 유행어로도 사용되고 있다.
4. ↑  에스토니아는 스칸디나비아 국가들과 많은 역사적 공통점을 가지고 있지만, 스칸디나비아 국가로 간주되지 않는다는 점에서 기인한다.
5. ↑  "한 발짝도 물러서지 마라!"(Ни шагу назад!)라는 내용을 담은 스탈린의 명령 제227호에서 유래된 구절이자 이 DLC 타이틀의 원래 표현이다.
6. ↑  소비에트 연방(영어: Soviet Union)에서이 유니온과 양파를 뜻하는 어니언을 이용한 언어유희이다.
7. ↑  다른 패러독스 인터랙티브의 게임 크루세이더 킹즈 3에서 따온 것이다.
8. ↑  스탈린이 한 "한 명이 죽으면 비극이지만, 백만명이 죽으면 통계일 뿐이다"라는 말에서 유래한다.
9. ↑  신사적인 거위(영어: proper gander)와 프로파간다(영어: propaganda)의 발음이 비슷한 것을 이용한 언어유희이자 인터넷 밈이다.

### 조건
1. ↑  라플란트 주에 위치함
2. ↑  스칸디나비아의 모든 국가는 에스토니아 또는 에스토니아의 속국에 의해 통제되어야 함